# Mécanisme international appelé à exercer les fonctions résiduelles des Tribunaux pénaux

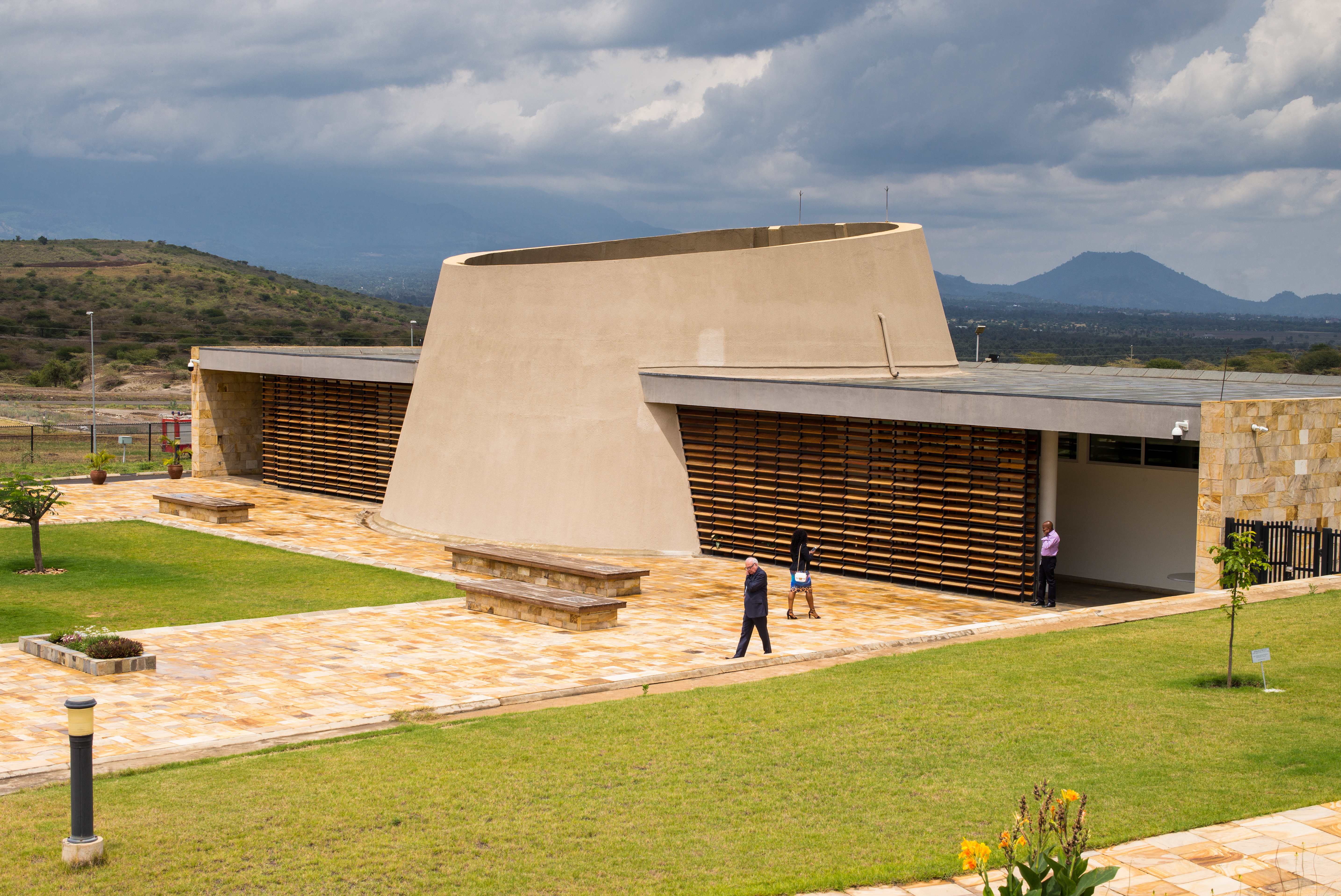
Siège du Mécanisme international à Arusha.

Le Mécanisme international appelé à exercer les fonctions résiduelles des Tribunaux pénaux (le « Mécanisme ») a été créé par le Conseil de sécurité de l'Organisation des Nations unies le 22 décembre 2010, pour prendre la succession du Tribunal pénal international pour le Rwanda (TPIR) et du Tribunal pénal international pour l'ex-Yougoslavie (TPIY), et consolider leurs activités à l'issue du mandat de ces deux institutions.
Depuis le 1er juillet 2013, les appels contre les décisions du TPIY et le contrôle de l'application des peines sont gérés par le Mécanisme.
Le Mécanisme est présidé par la juge Graciela Gatti Santana depuis le 1er juillet 2022. Le procureur est Serge Brammertz (Belgique).
Le Mécanisme comprend deux divisions :
- la division africaine mène à bien les travaux du TPIR, et est basée à Arusha (Tanzanie) ;
- la division européenne siège à La Haye et a pour mission de mener à bien les travaux du TPIY.

## Organisation

### Juges
Le Mécanisme comprend vingt-cinq juges, nommés pour un mandat de quatre ans par l'Assemblée générale des Nations unies et peuvent être reconduits dans leurs fonctions par le secrétaire général de l'ONU sur avis des présidents du Conseil de sécurité et de l'Assemblée générale.

### Présidents
Le président est nommé par le secrétaire général de l'ONU parmi les juges pour un mandat de deux ans.
| Période     | Nom                    | pays       |
| ----------- | ---------------------- | ---------- |
| 2012-2019   | Theodor Meron          | États-Unis |
| 2019-2022   | Carmel Agius           | Malte      |
| Depuis 2022 | Graciela Gatti Santana | Uruguay    |

### Procureurs
Le procureur est nommé par le Conseil de sécurité sur proposition du secrétaire général de l'ONU pour un mandat de deux ans.
| Période     | Nom                   | pays     |
| ----------- | --------------------- | -------- |
| 2012-2016   | Hassan Bubacar Jallow | Gambie   |
| Depuis 2016 | Serge Brammertz       | Belgique |